# Bauhinia rufa
Bauhinia rufa är en ärtväxtart som först beskrevs av August Gustav Heinrich von Bongard, och fick sitt nu gällande namn av Ernst Gottlieb von Steudel. Bauhinia rufa ingår i släktet Bauhinia och familjen ärtväxter.

## Underarter
Arten delas in i följande underarter:
- B. r. cordata
- B. r. dodecandra
- B. r. intermedia
- B. r. rufa

## Bildgalleri

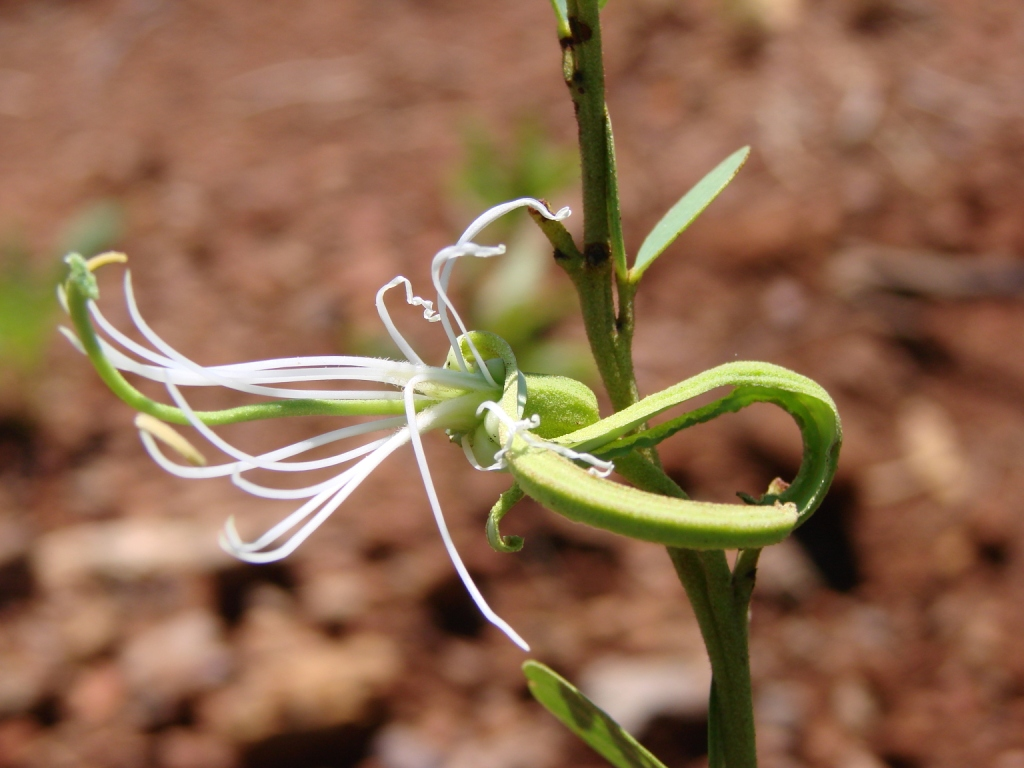